# Hervé Bloc
Pour les articles homonymes, voir bloc.
Hervé Bloc  (mort le 22 mars 1287) est évêque de Vannes de 1278 à 1287.

## Contexte
Membre du chapitre de chanoines de Vannes depuis 1261, Hervé Bloc est confirmé comme évêque par le pape Nicolas III par sa bulle pontificale du 12 décembre 1278, dans laquelle il précise qu'il est à la veille de la seconde année de son pontificat. C'est dans ce document qu'il évoque comme prédécesseur du nouvel évêque Gui de Conleu. Hervé Bloc participe au concile provincial d'Angers le 22 octobre 1279. En 1280, il conclut une transaction avec Yves de Crozon, le trésorier de Vannes. Il apparaît l'année suivante dans un acte de donation de Hervé de Léon à l'abbesse de Notre-Dame de la Joie. Avec l'évêque de Rennes Guillaume de La Roche-Tanguy, Pierre II de Vannes évêque de Saint-Brieuc et le scolastique de Nantes, il est l'un des exécuteurs testamentaire du duc Jean Ier de Bretagne mort le 8 octobre 1286. Le martyrologe de l'église de Vannes mentionne son décès le « Undecimo Kalendas Aprilis MCCLXXXVII  » soit le 22 mars 1287 suivant.